# 山形県道24号天童寒河江線
山形県道24号 天童寒河江線（やまがたけんどう24ごう てんどうさがえせん）は、山形県天童市から寒河江市に至る県道（主要地方道）である。

## 概要

### 路線データ
- 陸上距離：21.7 km[1][出典無効]
- 起点：天童市荒谷（山形県道19号山形山寺線交点）
- 終点：寒河江市柴橋（国道287号交点）

## 歴史
- 1993年（平成5年）5月11日 - 建設省から、県道天童寒河江線が天童寒河江線として主要地方道に指定される[2]。

## 路線状況

### 重複区間
- 山形県道20号山形羽入線（山形市灰塚 - 山形市中野目間）
- 山形県道277号長岡中山線（中山町長崎地内）
- 国道458号（中山町長崎 - 寒河江市平塩）
- 山形県道26号寒河江西川線（寒河江市平塩 - 寒河江市元町4丁目間）

### 橋梁
- 中野目橋（山形市、須川）
- 中山跨線橋（中山町、左沢線）
- 高瀬大橋（寒河江市、最上川）

## 地理

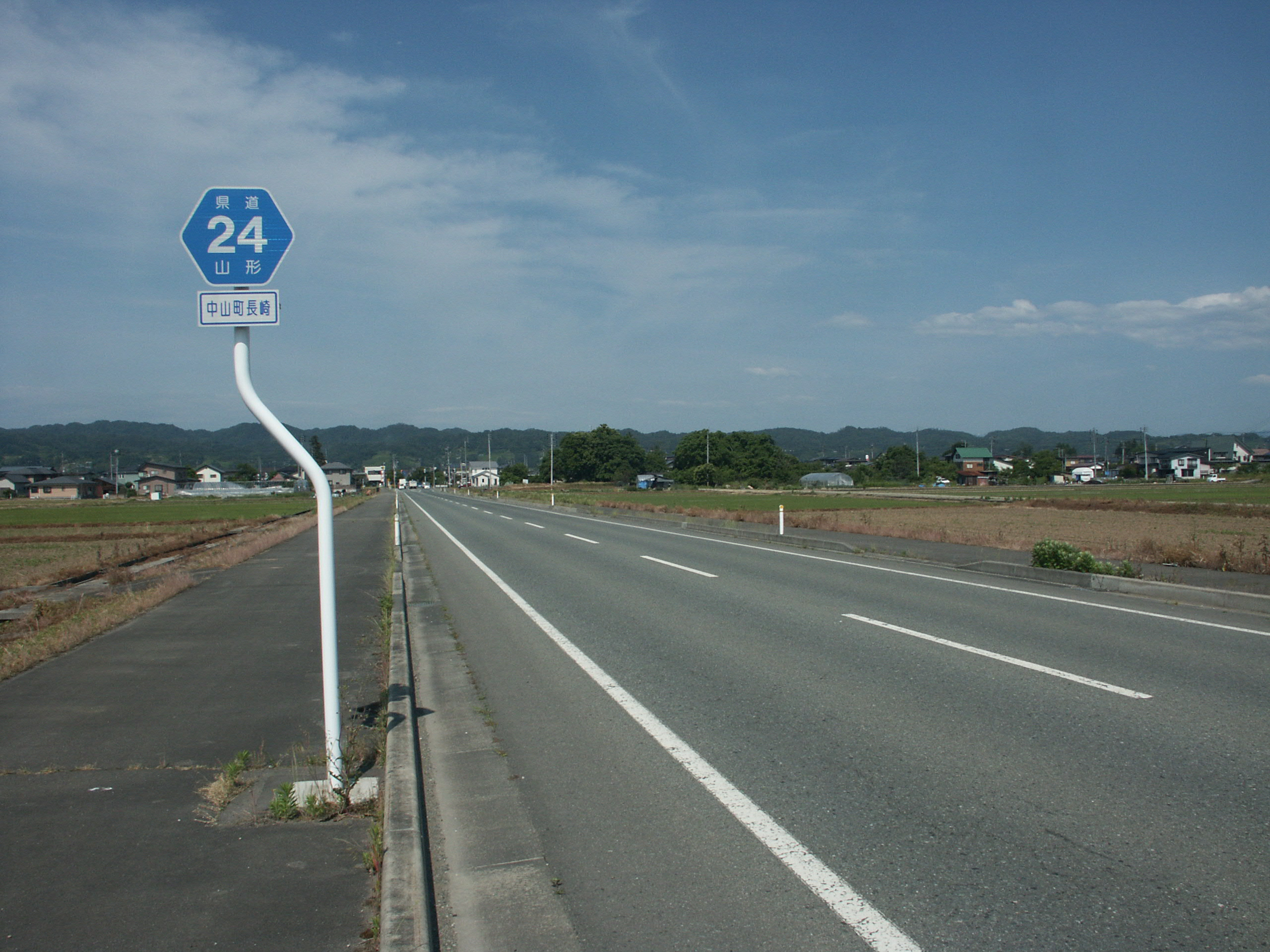
中山町長崎付近

### 通過する自治体
- 天童市
- 山形市
- 東村山郡中山町
- 西村山郡大江町（飛び地）
- 寒河江市

### 交差する道路
- 山形県道19号山形山寺線（天童市荒谷）
- 山形県道279号荒谷原崎線（天童市荒谷）
- 国道13号（天童市清池）
- 山形県道22号山形天童線（天童市中里三丁目）
- 山形県道22号山形天童線（天童市清池）
- 山形県道20号山形羽入線（山形市灰塚 - 山形市中野目）
- 山形県道277号長岡中山線（中山町長崎）
- 国道112号（中山町長崎）
- 国道458号（中山町長崎 - 寒河江市平塩）
- 山形県道26号寒河江西川線（寒河江市平塩 - 寒河江市元町4丁目）
- 山形県道143号中山三郷寒河江線（寒河江市柴橋）
- 国道287号（寒河江市柴橋）

### 沿道の施設など
- 山形県総合交通安全センター
- 中山町役場
- ひまわり温泉 ゆ・ら・ら
- 中山町立中山中学校
- 山形県野球場（荘内銀行・日新製薬スタジアムやまがた）
- 最上川ふるさと総合公園